# Antelope (Oregon)

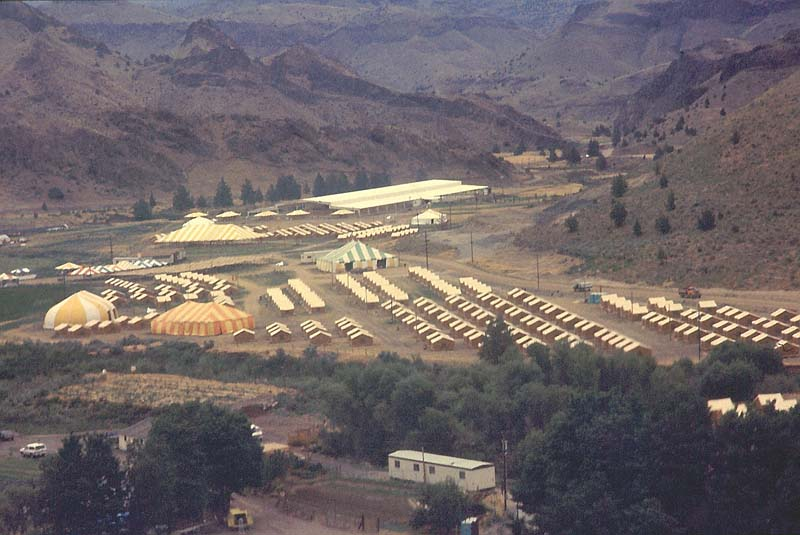
Master’s Day Festival 1983 in Rajneeshpuram, Oregon

Antelope ist ein amerikanisches Dorf im Wasco County im Staat Oregon. Das U.S. Census Bureau hat bei der Volkszählung 2020 eine Einwohnerzahl von 37 ermittelt.
Zwischen 1984 und 1985 trug der Ort den Namen Rajneesh. 

## Geographie
Antelope liegt auf einer Höhe von 818 m und bedeckt eine Fläche von 1,3 km².

## Geschichte
Das Dorf Antelope war das erste Dorf im gleichnamigen Tal, in dem viele Gabelböcke (amerikanisches Englisch: "Antelopes") grasten. 1871 erhielt das Dorf eine Poststation und wurde ein Haltepunkt der Postkutsche, wo Reisende sich ausruhen und übernachten konnten. Mit der Zeit wurde die Siedlung ein Zentrum von Vieh- und Schafzüchtern und hatte ihren Anteil an Schießereien der Westernstädte in den 1890er Jahren. Wie viele andere kleine Städte während dieser Periode wurde Antelope 1898 durch ein Feuer zerstört. Nur ein Gebäude an der Hauptstraße überstand das Feuer und man kann es auch heute noch sehen. Die Stadt wurde wieder aufgebaut, aber verlor an Bedeutung, als wenige Meilen nördlich an der Bahnlinie eine neue Stadt mit Namen Shaniko gebaut wurde.

## Rajneeshpuram
Antelope wurde 1981 bekannt, als sich die Anhänger des Bhagwan Shree Rajneesh unter Federführung von Ma Anand Sheela auf der Big Muddy Ranch niederließen.
Der Ashram Rajneeshpuram („Stadt des Rajneesh“) beherbergte 1983 3.000 Einwohner, 1985 7.000 Einwohner und hatte einen eigenen Flugplatz (44° 49′ 43″ N, 120° 29′ 44″ W) und eine 60 × 130 m große Versammlungshalle 44° 50′ 13″ N, 120° 28′ 34″ W (Mandir).
Die rot gekleideten Bhagwan-Anhänger, Sannyasins genannt, bevölkerten die karge Landschaft. Der Puram bekam eine eigene Post, Schule, Feuer- und Polizeiwache, Einkaufszentren, Restaurants und ein öffentliches Transportsystem mit 85 Bussen. Ihr Wasserspeicher mit einem Fassungsvermögen von 1.323 m³ gewann einen Preis wegen seiner innovativen, umweltschonenden Konstruktion, und ein eigenes Kraftwerk versorgte die Stadt mit dem benötigten Strom. Die Sanyassins kauften gezielt Immobilien, um eine Mehrheit im Stadtrat zu erreichen, was auch gelang. Am 18. September 1984 wurde das Dorf von Antelope bei einem Stimmenanteil von 57 zu 22 in Rajneesh umbenannt.
In der Folge wurden zahlreiche Skandale wie ein Bioterrorismusangriff publik, und Bhagwans „rechte Hand“ Sheela floh. Bhagwan brach öffentlich mit ihr und kündigte eine Rückbenennung der Stadt an; er floh und wurde am 28. Oktober 1985 verhaftet. Danach brach der Rajneeshpuram zusammen. Am 6. November 1985 stimmte der Stadtrat mit 34 zu 0 Stimmen dafür, die Siedlung wieder Antelope zu nennen.

## Big Muddy Ranch
Diese Ranch war früher Drehort von Wildwest-Filmen mit John Wayne.
Sie gehört heute der christlichen Jugendorganisation Young Life und ein Teil der ehemaligen Stadt Rajneeshpuram ist ein Jugendcamp mit dem Namen "Washington Family Ranch".
2003, 2004 und 2006 fanden auf dem Gelände internationale Orientierungslauf-Wettkämpfe statt.